# Crazy World (film)

Crazy world ou Ani Mulalu est un film Wakaliwood sorti à Kampala en Ouganda en 2014 et réalisé par Isaac Nabwana. Il traite avec une teinte d'humour du trafic d'enfants en Afrique noire en particulier et dans le monde en général. C'est un film qui aurait été réalisé avec un budget de 20 dollars américain,,,.

## Synopsis
En Ouganda, des enfants sont victimes de rapt et c'est la mafia du tigre (Tiger Mafia) qui en est responsable. La mafia kidnappe des enfants et les tue pour vendre leur sang au plus offrant. Leur sang serait doté de pouvoir magique. C'est dans cette atmosphère de suspicion généralisée que deux pères meurtris décident de se battre pour sauver les enfants encore en vie et de se venger pour les enfants qui ont perdu la vie.
Dans le même temps, le gang commet une erreur qui leur sera fatale. En effet, ils commirent l'erreur de kidnapper les Waka Stars, qui sont en réalité  une équipe de petits maîtres de kung-fu, qui ne tarderont pas à faire regretter à leurs ravisseurs leur crime,,,.

## Fiche technique
- Titre : Crazy world
- Titre original : Ani Mulalu
- Réalisation : Isaac Nabwana
- Lieux de tournage : Ouganda
- Durée : 82 minutes  (1h 22 minutes)
- Date de sortie : 2014
- Genres : Action | Comedie | Crime | Mystère
- Production : Wakaliwood, Isaac Nabwana
- Distribution : Wakaliwood, Isaac Nabwana[10],[11],[12].